# Пронькинцы
 Пронькинцы  — деревня в Кирово-Чепецком районе Кировской области в составе Просницкого сельского поселения.

## География
Расположена на расстоянии примерно 1 км на восток от станции Просница.

## История
Известна с 1671 года как пустошь Сыкчинская с 3 дворами, в 1764 (пустошь Сырчинская) 38 жителей. В 1873 году  здесь (деревня Пустошь Сырчинская) дворов 9 и жителей 74, в 1905 (Сырчинская Пустошь или Пронкинская) 12 и 70, в 1926 (Пронькины или Сырчинская Пустошь) 16 и 82, в 1950 19 и 99, в 1989 уже 10 постоянных жителей. Настоящее название утвердилось с 1950 года.

## Население
Постоянное население составляло 15 человек (русские 100%) в 2002 году, 11 в 2010.